# Amtsgericht Limbach
Das Amtsgericht Limbach (ab 1950: Amtsgericht Limbach-Oberfrohna) war ein Gericht der ordentlichen Gerichtsbarkeit und ein Amtsgericht in Sachsen mit Sitz in Limbach.

## Geschichte
In Limbach bestand bis 1879 das Gerichtsamt Limbach als Eingangsgericht. Im Rahmen der Reichsjustizgesetze wurden 1879 im Königreich Sachsen die Gerichtsämter aufgehoben und Amtsgerichte, darunter das Amtsgericht Limbach, geschaffen. Der Gerichtssprengel umfasste Limbach mit Kleinlimbach und Oberkändler, Bräunsdorf, Fichtigsthal, Kändler, Löbenhain, Mittelfrohna mit Kreuzeiche, Murschnitz, Niederfrohna mit Jahnshorn, Oberfrohna, Pleißa, Röhrsdorf, Wittgensdorf und Wüstenbrand mit kühlem Morgen. Das Amtsgericht Limbach war eines von 16 Amtsgerichten im Bezirk des Landgerichtes Chemnitz. Der Amtsgerichtsbezirk umfasste danach 22.825  Einwohner. Das Gericht hatte damals zwei Richterstellen und war ein kleines Amtsgericht im Landgerichtsbezirk.
Am 1. Juli 1950 wurde Limbach mit Oberfrohna zu Limbach-Oberfrohna vereinigt. Entsprechend änderte sich der Name des Gerichtes zu Amtsgericht Limbach-Oberfrohna.
Mit der Durchführungsbestimmung zur Vereinfachung der Gerichtsorganisation im Land Sachsen vom 28. Mai 1951 zur Verordnung vom 5. Mai 1951 wurde das Amtsgericht Limbach-Oberfrohna zum Zweiggericht des Amtsgerichtes Chemnitz und nur noch für die freiwillige Gerichtsbarkeit zuständig. Im Jahre 1952 wurden das Amtsgericht Limbach-Oberfrohna in der DDR aufgehoben und das Kreisgericht Karl-Marx-Stadt-Land (bis 1953: Kreisgericht Chemnitz-Land) an seiner Stelle neu geschaffen. Gerichtssprengel war nun der Kreis Karl-Marx-Stadt-Land.

## Gerichtsgebäude

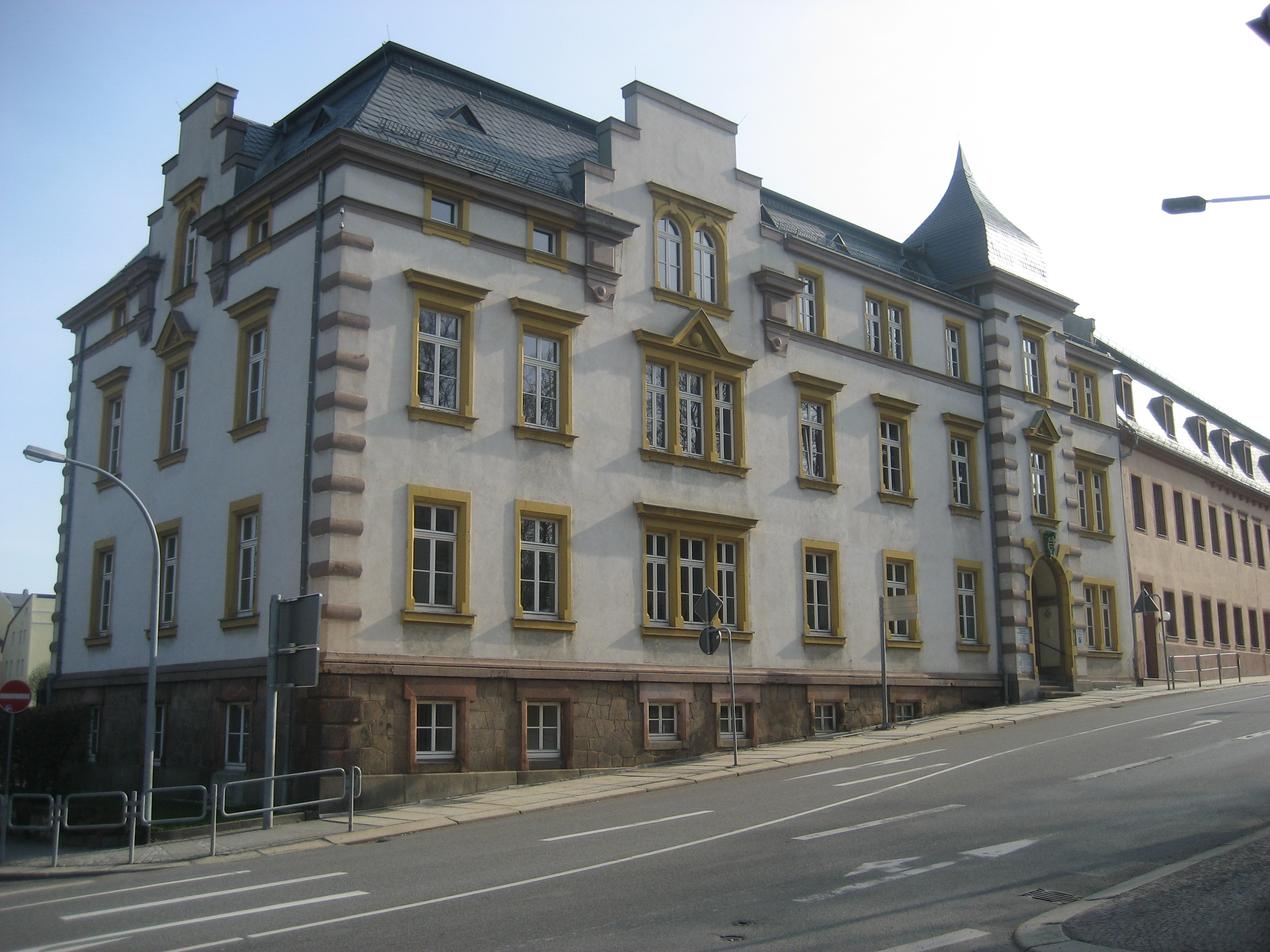
Ehem. Gerichtsgebäude (2009)

Das Amtsgericht nutzte das 1851–1852 und 1892 erbaute Amtsgerichtsgebäude (Jägerstraße 2a), heute Landkreisverwaltung. Es handelt sich um ein dreigeschossiges Gebäude in halboffener Bebauung. Es ist ortsgeschichtlich und baugeschichtlich von Bedeutung und steht daher unter Denkmalschutz.